# Nedeczky Ferenc (árvaszéki elnök)
Nedecei Nedeczky Ferenc (Lesencetomaj, Zala vármegye, 1769. október 18. – Lesencetomaj, Zala vármegye, 1835. december 15.), Zala vármegye másodaljegyzője, táblabíró, árvaszéki elnök, földbirtokos.

## Élete
Az ősi nemesi származású nedecei Nedeczky család sarja. Édesapja nedecei Nedeczky Tamás (1737–1773), földbirtokos, édesanyja adamóczi Ambró Franciska (1744–1792) volt. Apai nagyszülei nedecei Nedeczky Károly (†1759), királyi tanácsos, földbirtokos és az ősrégi nemesi származású lengyeltóti Lengyel családból való lengyeltóti Lengyel Krisztina (1710–1756) voltak. Az anyai nagyszülei adamóczi Ambró János (1693–1748), földbirtokos valamint kispalugyai és bodafalvi Palugyay Klára voltak. Fivére nedecei Nedeczky Károly (1766–1823) választott drivasztói püspök volt. Mária Terézia úrbérrendezése korában, Nedeczky Tamás négy úrbéri birtokkal rendelkezett, amely összesen 350 úrbéri holdat alkotott: a legnagyobb a 149 úrbéri holdas Somogy megyei kastélyosdombói, a második viszont a 133 úrbéri holdas lesencetomaji volt. Nedeczky Tamásnak 28 jobbágya és 12 zsellére volt.
Tanulmányai végzése után, Nedeczky Ferenc, rövid ideig a vármegye közigazgatásával foglalkozott: 1794. december 10-e és 1795. május 4-e között Zala vármegye másodaljegyzője volt.

## Házassága és gyermekei
Nedeczky Ferenc 1797. december 21-én Szombathelyen vette feleségül a tekintélyes lomnicai Skerlecz családból való lomnicai Skerlecz Mária Klára (Pozsony, 1777. augusztus 10.–Lesencetomaj, 1828. július 10.) kisasszonyt, akinek a szülei lomniczai Skerlecz Ferenc (1731–1802), helytartó tanácsos, békési főispán, és nemeskéri Kiss Rozália (1740-1822) voltak. A menyasszony apai nagyszülei lomniczai Skerlecz Sándor (1700–1733), földbirtokos és a barkóczi Rosty család sarja barkóczi Rosty Mária (1710–1763) asszony voltak; Skerlecz Sándorné Rosty Mária szülei barkóczi Rosty István (fl. 1710-†1744), királyi tanácsos, 1730 és 1744 között Vas vármegye alispánja és országgyűlési követe, 1741-ben vasi insurgens ezredes, földbirtokos, valamint Sibrik Terézia (1692–1755) voltak. Az anyai nagyszülei nemeskéri Kiss Sándor (1698-1777), királyi tanácsos, Veszprém vármegye alispánja, földbirtokos és királydaróci Daróczy Zsófia asszony voltak. Nedeczky Ferencné Skerlecz Mária egyik apai nagynénje Skerlecz Erzsébet (1732–1802), akinek a férje forintosházi Forintos Gábor (1723–1782), királyi tanácsos, Zala vármegye első alispánja, országgyűlési követe, földbirtokos. Nedeczky Ferencné Skerlecz Mária egyik leánytestvére gróf németújvári Batthyány Józsefné lomniczai Skerlecz Borbála (1779–1834), akinek a fia gróf németújvári Batthyány Lajos (1807–1849) államférfi, Magyarország első alkotmányos miniszterelnöke. Nedeczky Ferenc és Skerlecz Mária frigyéből született:
- Nedeczky Rozália (Szombathely, 1799. június 18.–Szentgáloskér, 1858. szeptember 4.). Férje: bocsári Svastics Pál (Szentgáloskér, 1797. január 13.–Szentgáloskér, 1849. június 4.), somogyi adószedő, földbirtokos.
- Nedeczky Lajos (Lesencetomaj, Zala vármegye, 1800. július 8. – Balatonederics, Zala vármegye, 1841. június 8.), Zala vármegyei földbirtokos, főszolgabíró, Zala vármegye helyettes alispánja. Neje: nemeskéri Kiss Emma (Paks, 1813. március 10.–Lesencetomaj, 1857. január 3.)[4]
- Nedeczky György (Lesencetomaj, 1802. április 19.–1872), 1848-as honvéd százados, földbirtokos. Neje: szentgyörgyi Horváth Judit (Csáktornya, 1811. január 13. – Zalahaláp, 1881. március 15.).[5]
- Nedeczky Franciska (1803–Somogygeszti, 1882. november 29.).[6] Férje: férje névedi Botka Janos (1795–Somogygeszti, 1843. május 27.), földbirtokos.[7]
- Nedeczky Hedvig (Lesencetomaj, 1808. március 30.–Lesencetomaj, 1810. április 7.)
- Nedeczky Antal (Lesencetomaj, 1812. június 18.–Pécs, 1875. március 15.), földbirtokos. Felesége: bocsári Svastits Amália (Szentgáloskér, 1818. február 9.–Székesfehérvár, 1884.).[8]
- Nedeczky Hedvig (Lesencetomaj, 1814. május 6.–Dunaszentgyörgy, 1879. augusztus 14.).[9] Férje: tagyosi Csapó Vilmos (Dunaszentgyörgy, 1798. december 4.–Dunaszentgyörgy, 1879. szeptember 3.) 1848-as honvéd ezredes, földbirtokos.[10]